# St. Pankratius (Gütersloh)
St. Pankratius ist eine katholische Pfarrkirche in der ostwestfälischen Kreisstadt Gütersloh in Nordrhein-Westfalen, Deutschland. Die zugehörige Kirchengemeinde, Träger des Sankt-Elisabeth-Hospitals, gehört zum Pastoralverbund Gütersloh Mitte-West im Erzbistum Paderborn.

## Geschichte

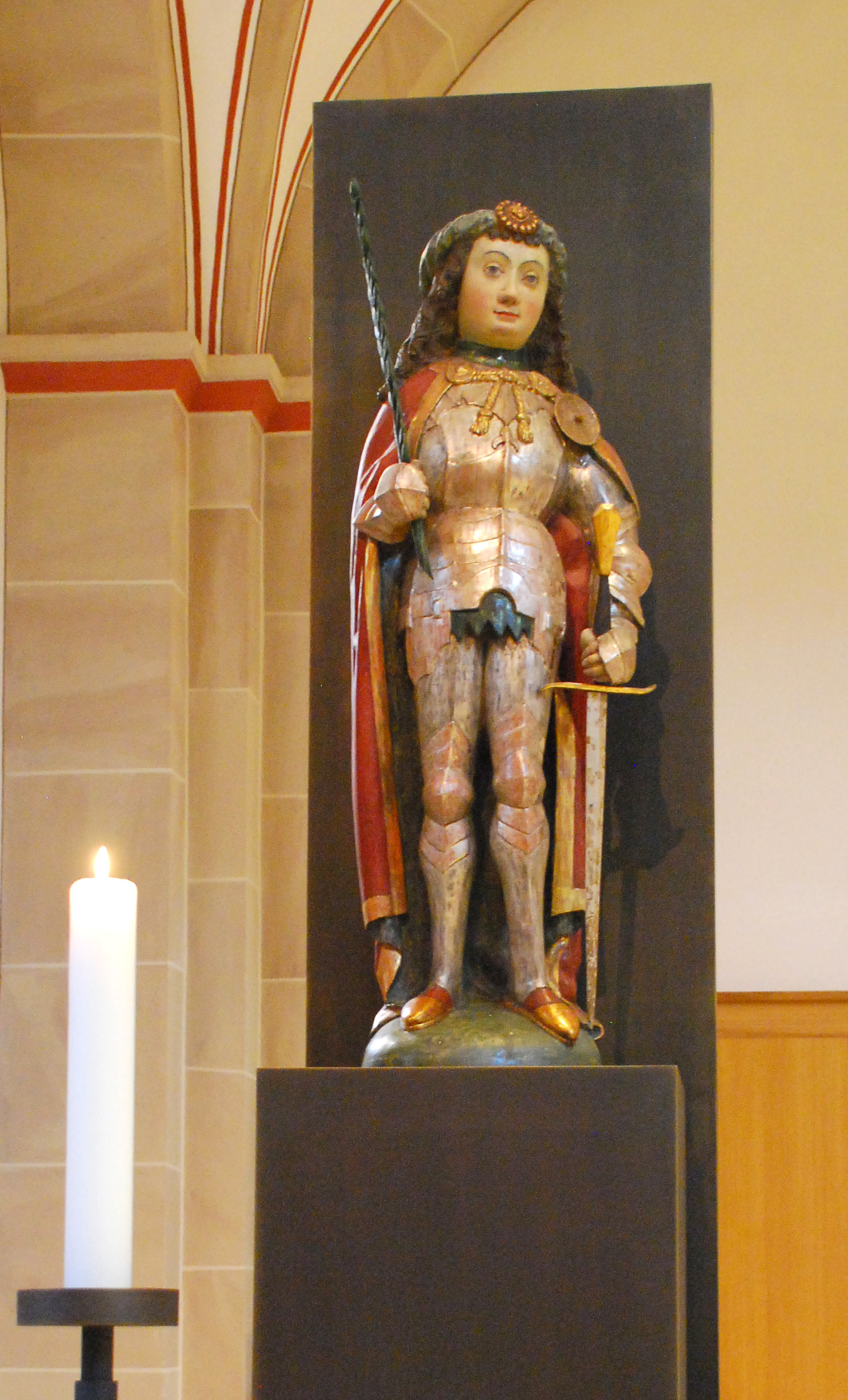
Figur des hl. Pankratius aus dem 15. Jahrhundert

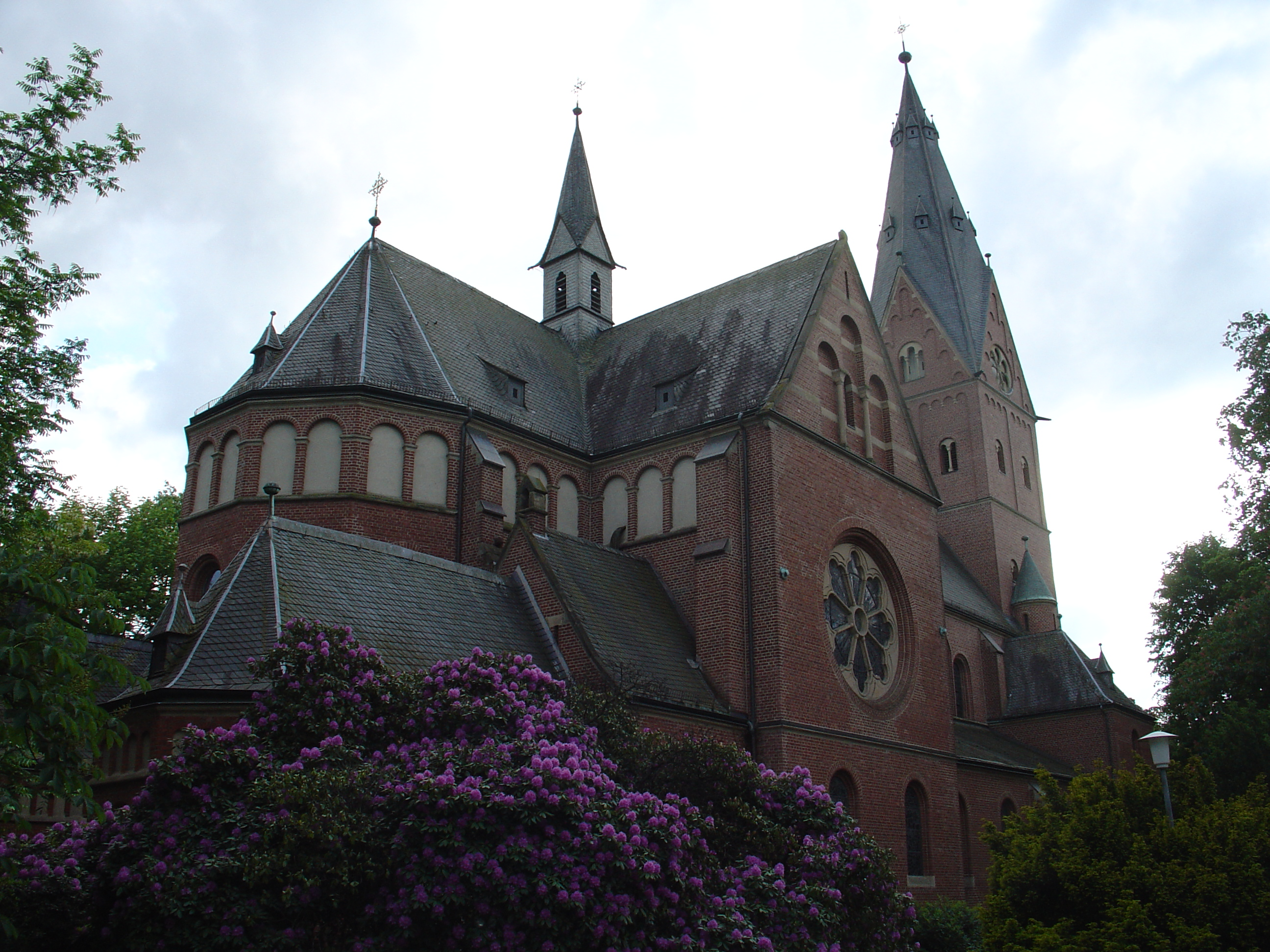
Von der Straße „Unter den Ulmen“ aus gesehen

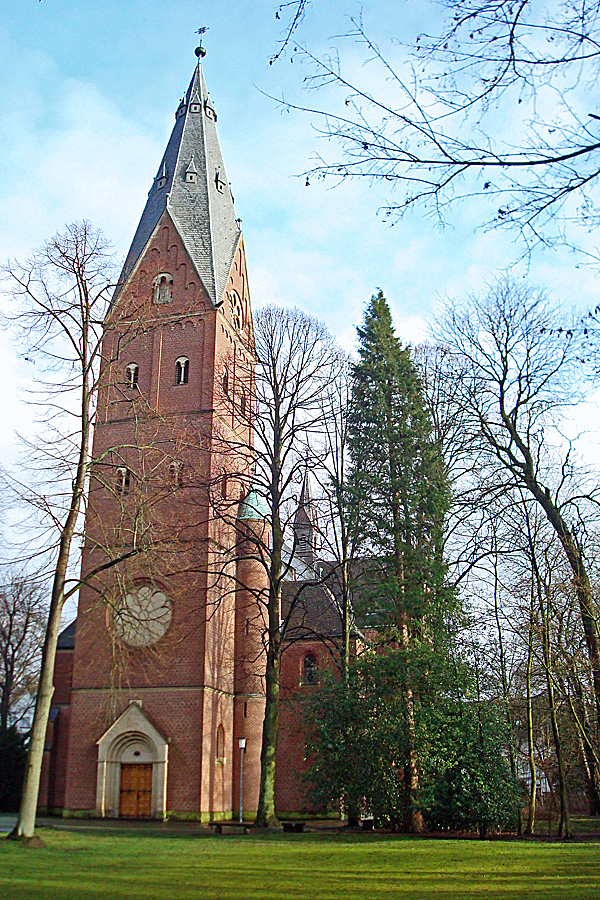
St. Pankratius

Zwischen 1655 und 1890 wurde die Apostelkirche in Gütersloh als Simultankirche des mehrheitlich protestantischen Kirchdorfes sowie der nördlichen und westlichen Bauerschaften genutzt, die alle zur Herrschaft Rheda gehörten. Sie teilten sich die Kirche mit den katholischen Gläubigen, die aus dem zum Hochstift Osnabrück gehörenden südlichen und östlichen Bauerschaften stammten. Sie trug das Patronat „St. Pankratius“.
Die heutige Kirche St. Pankratius wurde 1889/1890 vom Paderborner Diözesanbaumeister Arnold Güldenpfennig entworfen und im neuromanischen Stil als die bis heute größte Kirche in Gütersloh erbaut. Am 16. Oktober 1890 erfolgte die Kirchweihe durch den Paderborner Weihbischof Augustinus Gockel. Die Kirche wurde später ausgemalt. In der Apsis war eine Darstellung der heiligen Dreifaltigkeit und des heiligen Pankratius.
Im Frühjahr 1945 wurde die Ostwand der Kirche bei einem Luftangriff getroffen und teilweise zerstört, ebenso ein Teil des Hochaltars. Nach dem Krieg wurde die Kirche 1947 wieder instand gesetzt. Der Hochaltar wurde inzwischen abgebaut und durch einen neuen Altar aus Marmor ersetzt.
In den 1960er, 1970er und 1990er Jahren wurde die Kirche umfassend renoviert. Bei der letzten Renovierung wurde ein Teil der ursprünglichen Ausmalung, die bei den vorhergehenden Renovierungen entfernt wurde, wiederhergestellt. 1984 wurde die Kirche unter Denkmalschutz gestellt und unter der Denkmalnummer A 132 in die Liste der Baudenkmäler in Gütersloh eingetragen.
Im Zusammenhang mit der notwendig gewordenen Orgelrenovierung wurde 2014 der Altarraum neu gestaltet, der Innenraum ausgemalt und die Heizung erneuert. Beendet wurden die Renovierungsarbeiten mit der Altarweihe am 6. Dezember 2014 durch Weihbischof Manfred Grothe.

## Fotos

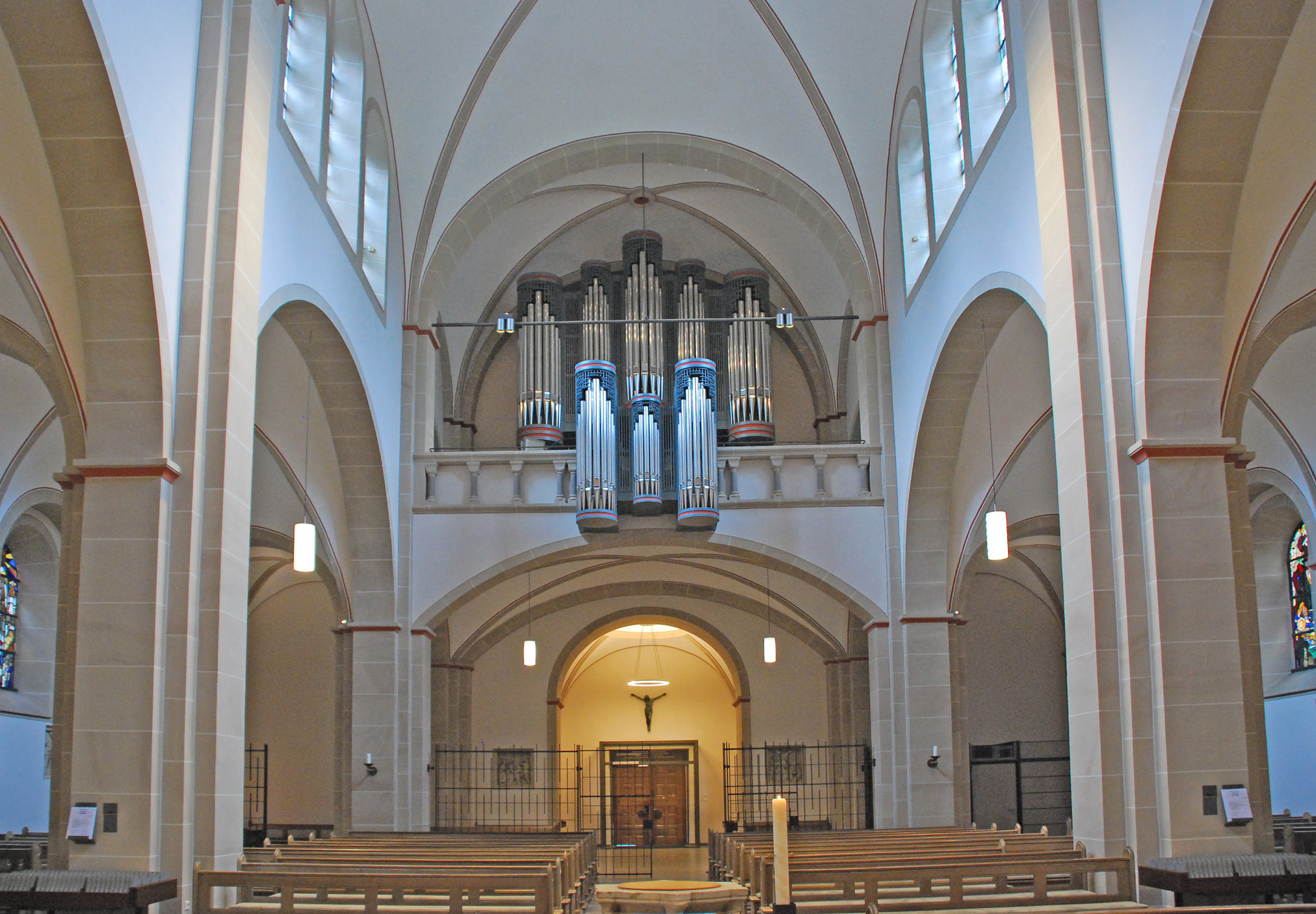
Blick ins Hauptschiff
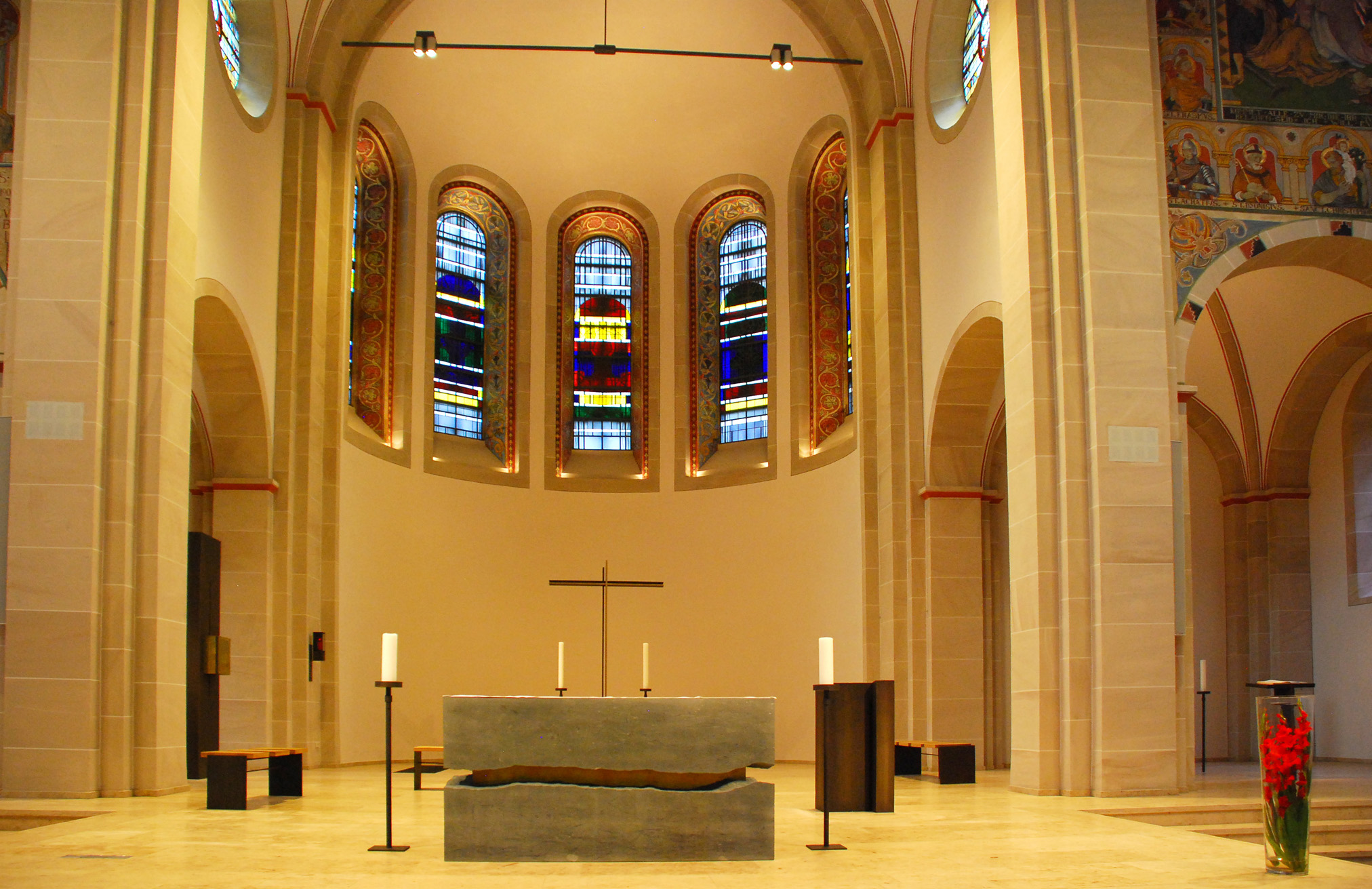
Der Chorraum
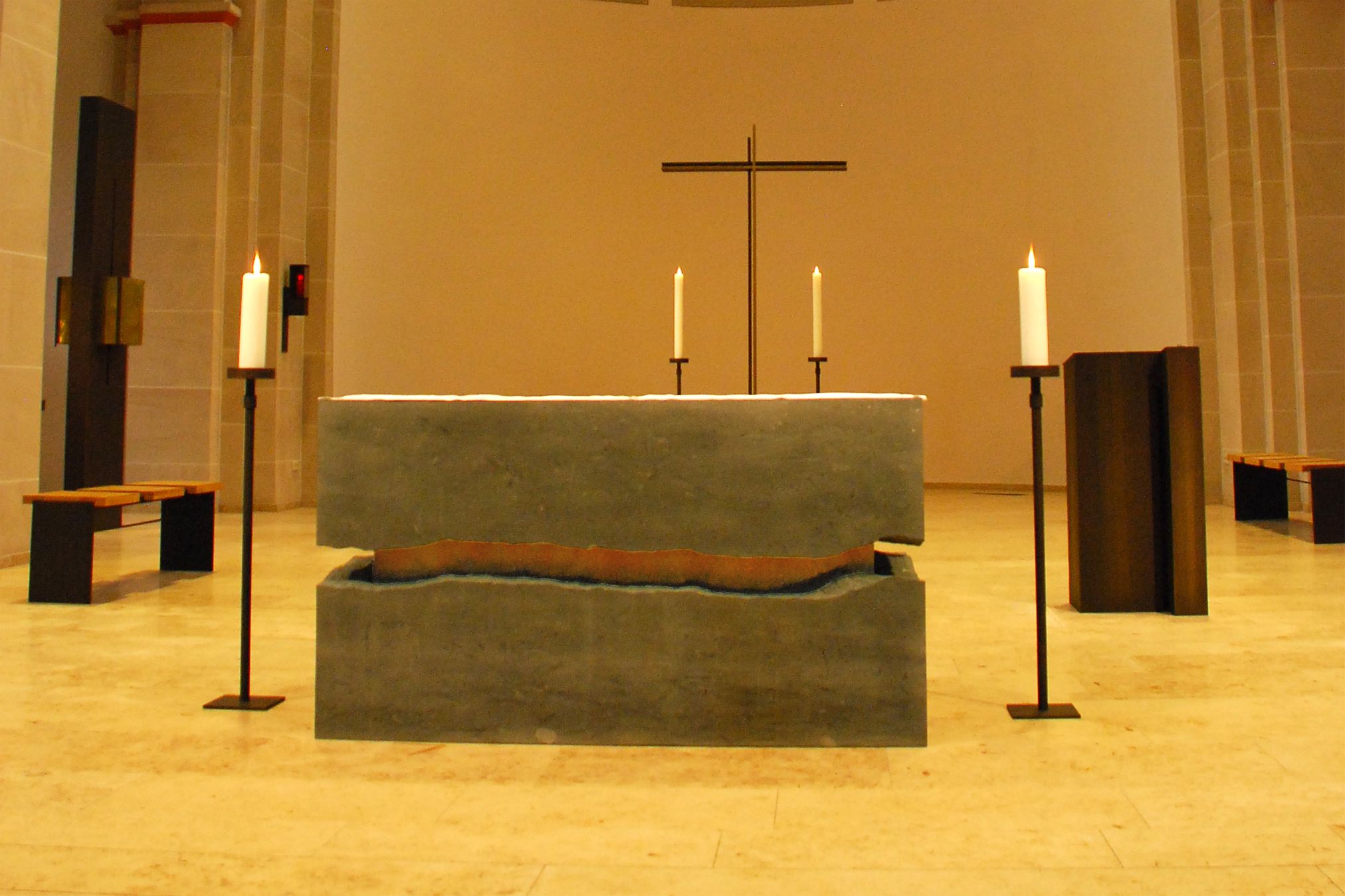
Der Zelebrationsaltar
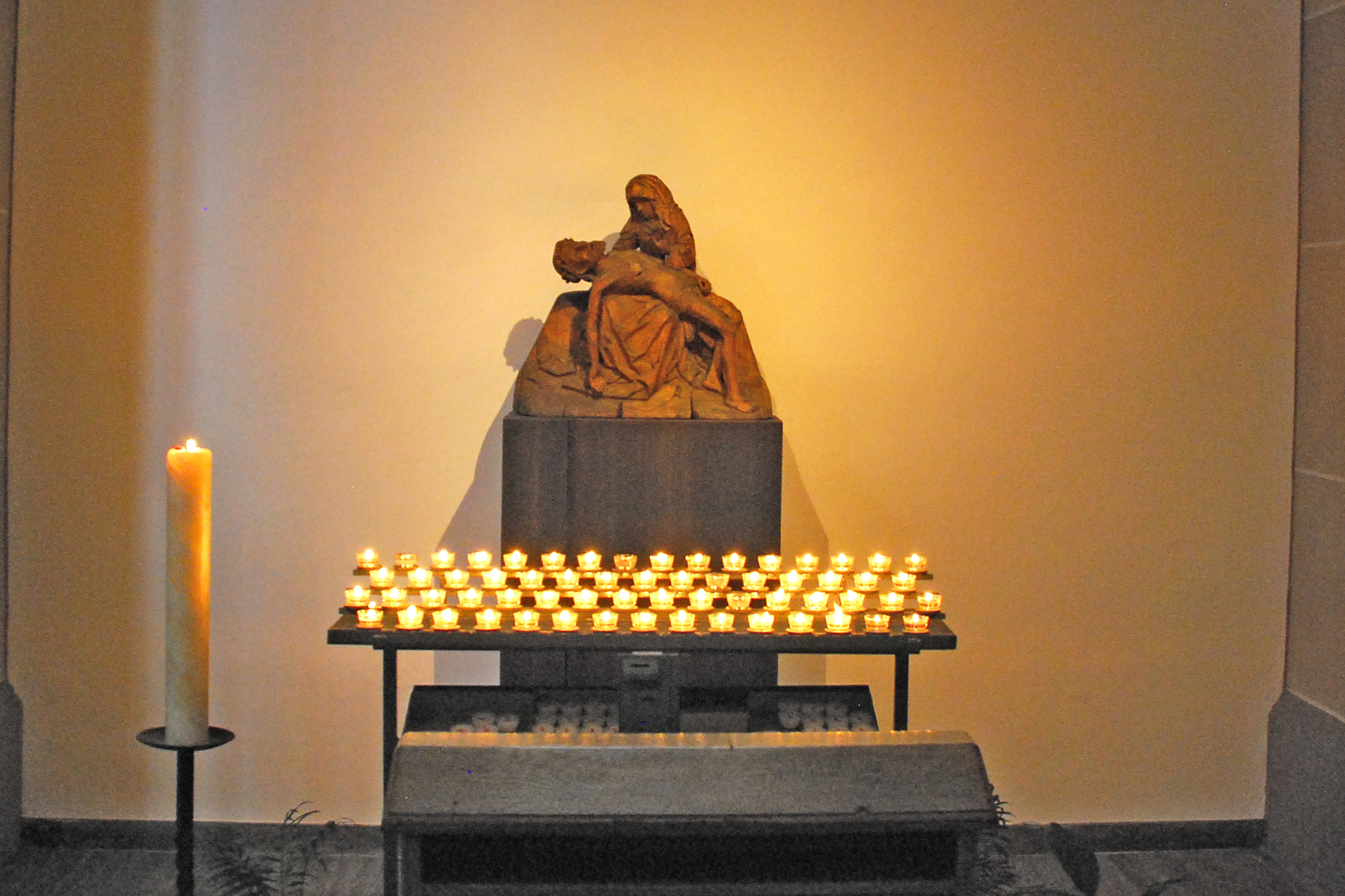
Der Kerzenopferstock
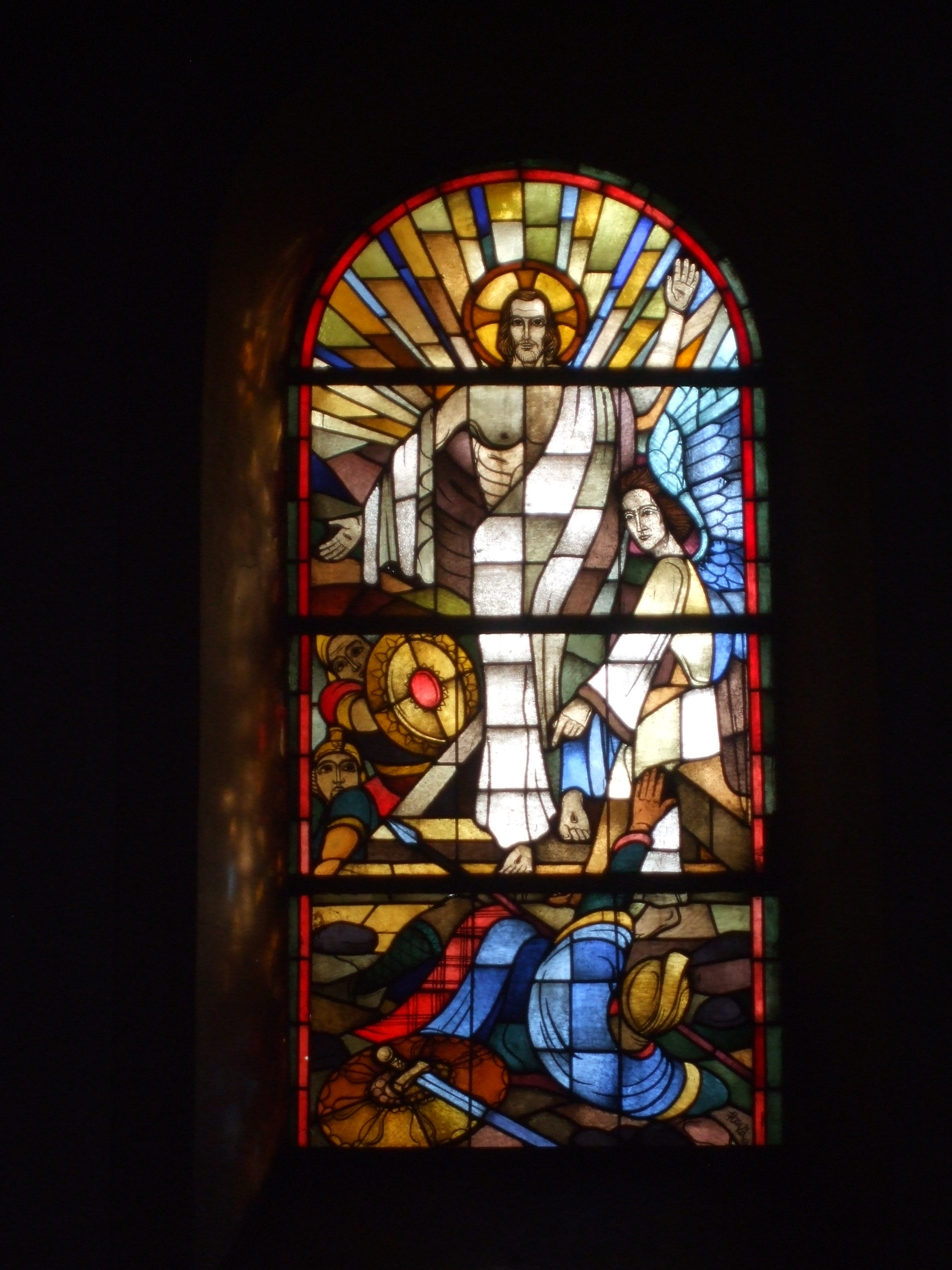
Fenster in der Südfront
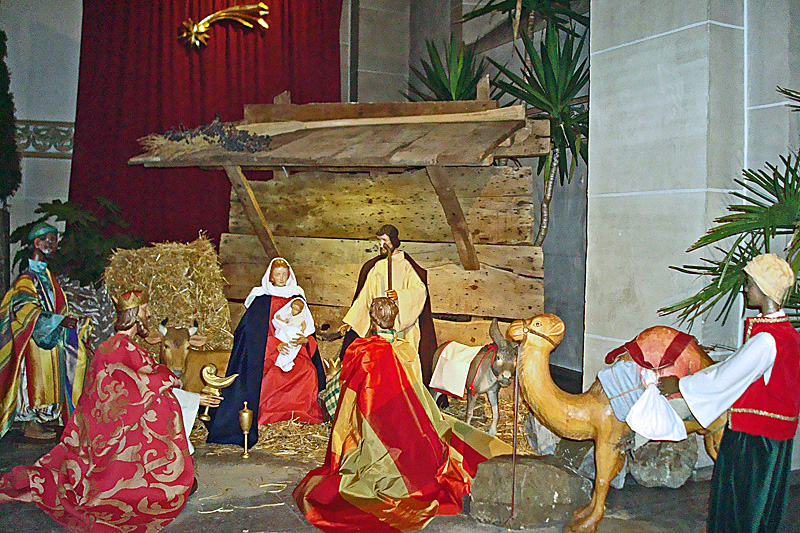
Weihnachtskrippe mit circa 90 cm hohen Figuren

## Orgel

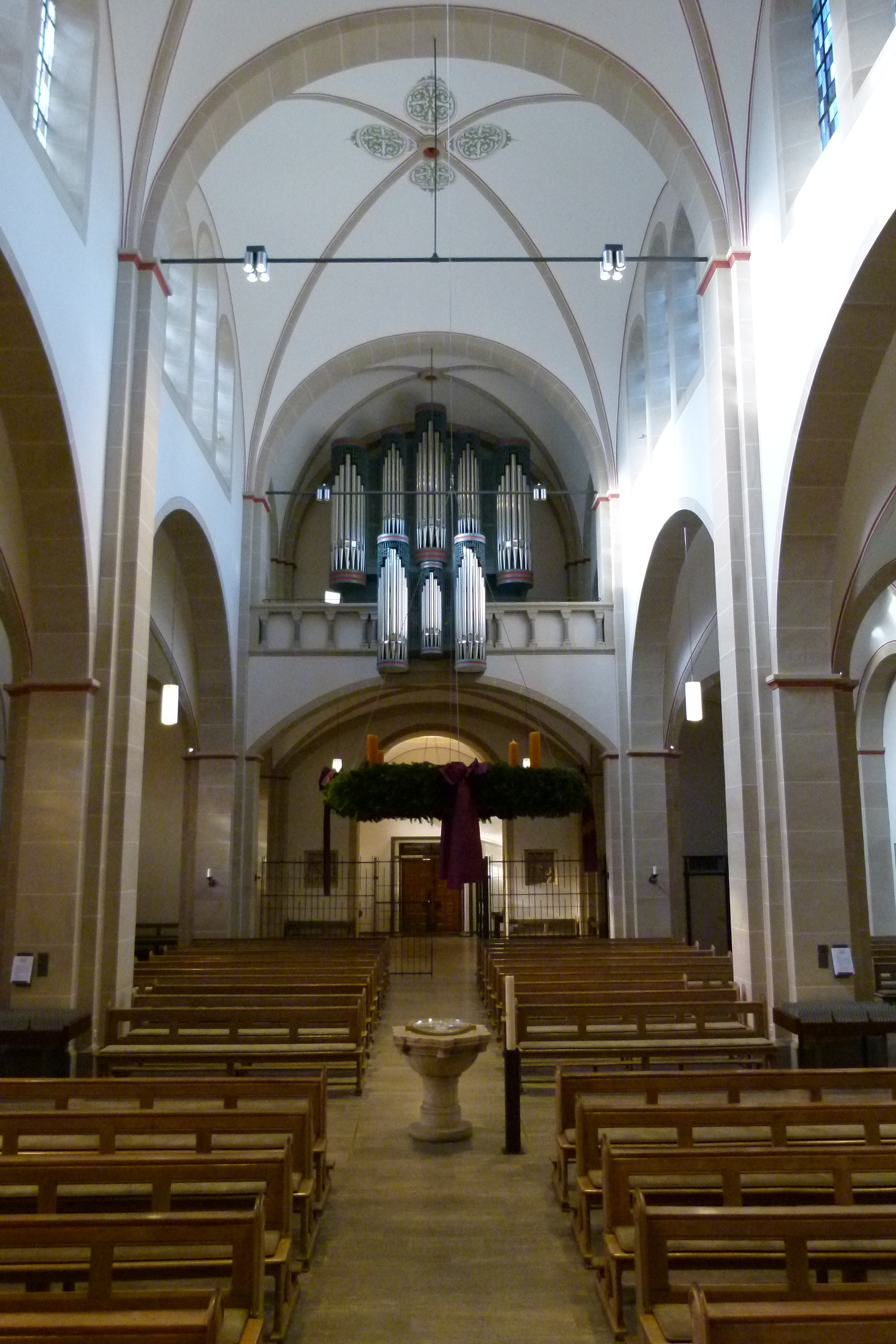
Orgel

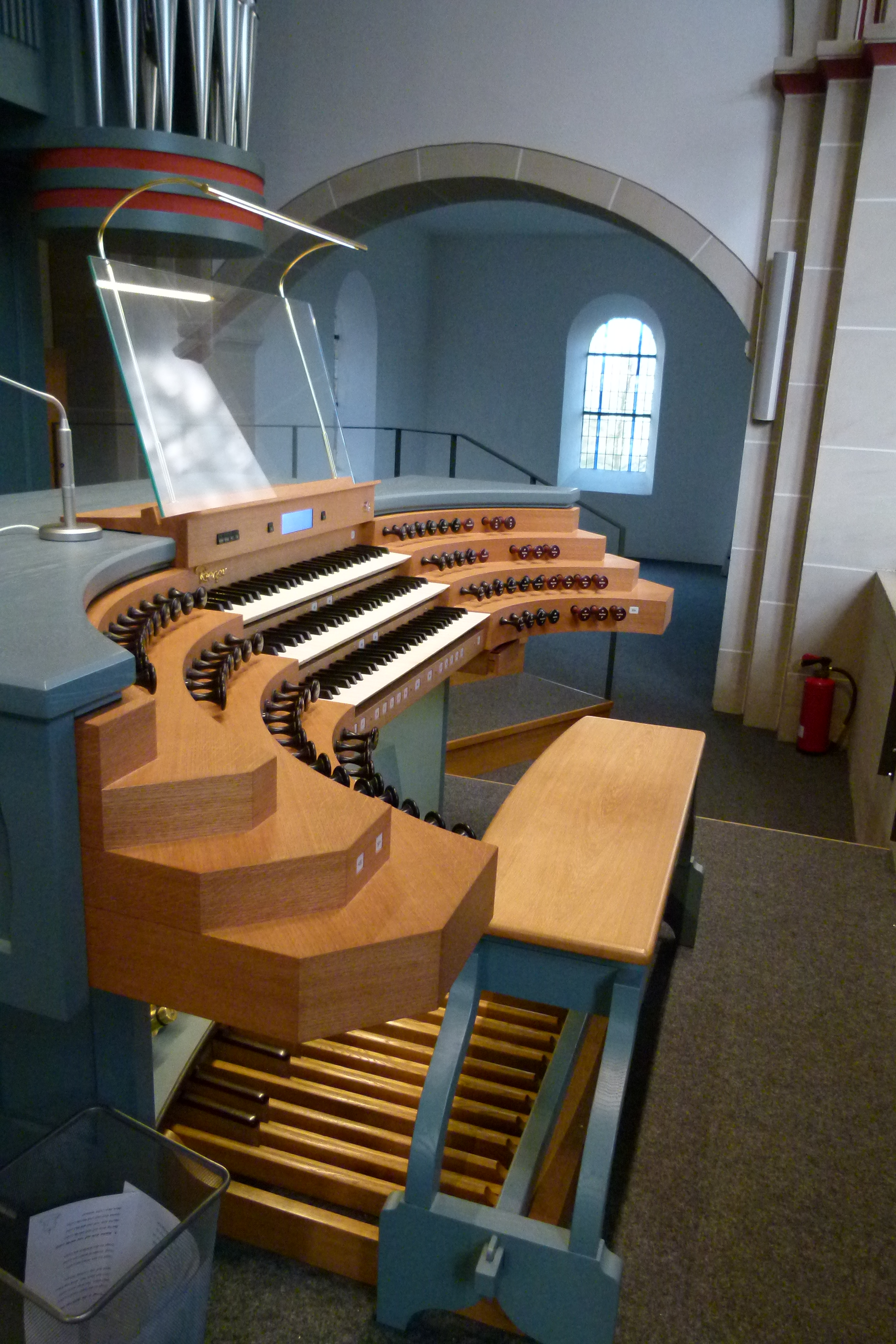
Orgelspieltisch

Die erste Orgel der St.-Pankratius-Kirche wurde mit der Fertigstellung der Kirche um das Jahr 1890 von dem Orgelbaumeister E. Wendt erbaut. Das Instrument hatte 27 Register. Es wurde 1930 durch ein neues Instrument ersetzt, welches von dem Orgelbauer B. Speith (Rietberg) mit 45 Registern auf drei Manualen und Pedal erbaut wurde. In den 1950er und 1970er Jahren wurde das Instrument in Teilen umgebaut und für den Einbau eines Rückpositivs als 4. Manualwerk vorbereitet, das allerdings – mit Ausnahme eines Registers – nicht realisiert wurde.
1992 unternahm die Gemeinde einen weiteren tiefgreifenden Eingriff in die Orgel. Unter Wiederverwendung eines Großteils des Pfeifenmaterials wurde die Orgel von der Firma Siegfried Sauer aus Höxter-Ottbergen von Grund auf neu konzipiert und erbaut. Sie spielte nun auf mechanischen Schleifladen und elektrischer Registertraktur, mit 51 Registern auf drei Manualen und Pedal. Mit dem Neubau des Gehäuses konnte nun erstmals ein Rückpositiv verwirklicht werden.
Schon 2014/2015 wurde die Orgel durch die Vorarlberger Firma Rieger Orgelbau erneut umfassend renoviert und reorganisiert. Grund sind die für den Korpus verwendeten verleimten und gelackten Mehrschichthölzer, auf deren Ausdünstungen die Orgelpfeifen mit Korrosionserscheinungen („Bleizucker“) reagieren, sowie die nicht befriedigende Klanggebung der Orgel. 36 der 51 Register wurden übernommen, darunter alle der erhaltenen spätromantischen historischen Pfeifen. 21 der 57 Register wurden neu erstellt. Gehäuse und Spieltisch wurden wiederverwendet, aber überarbeitet und angepasst. Die Fertigstellung der Maßnahmen endete mit der Orgelweihe am 16. August 2015.
| I Hauptwerk C–g3 |                  |        |
| 1.               | Gross Principal  | 16′    |
| 2.               | Principal        | 08′    |
| 3.               | Viola di Gamba   | 08′    |
| 4.               | Flûte harmonique | 08′    |
| 5.               | Gedeckt          | 08′    |
| 6.               | Dulciana         | 08′    |
| 7.               | Octave           | 04′    |
| 8.               | Rohrflöte        | 04′    |
| 9.               | Quinte           | 02 ⁄3′ |
| 10.              | Octave           | 02′    |
| 11.              | Große Mixtur V   | 02′    |
| 12.              | Mixtur IV        | 01 ⁄3′ |
| 13.              | Cornett V        | 08′    |
| 14.              | Tuba profunda    | 16′    |
| 15.              | Trompete         | 08′    |
| 16.              | Euphonium        | 08′    |

| II Rückpositiv C–g3 |                    |        |
| 17.                 | Principal          | 8′     |
| 18.                 | Lieblich Gedeckt 0 | 8′     |
| 19.                 | Salicional         | 8′     |
| 20.                 | Octave             | 4′     |
| 21.                 | Flauto d’amore     | 4′     |
| 22.                 | Nasat              | 2 ⁄3′  |
| 23.                 | Flautino           | 2′     |
| 24.                 | Terz               | 1 3⁄5′ |
| 25.                 | Quinte             | 1 ⁄3′  |
| 26.                 | Mixtur III         | 1′     |
| 27.                 | Clarinette         | 8′     |
|                     | Tremulant          |        |

| III Schwellwerk C–g3 |                    |         |
| 28.                  | Bordun             | 16′     |
| 29.                  | Diapason           | 08′     |
| 30.                  | Gambe              | 08′     |
| 31.                  | Flûte traversiere  | 08′     |
| 32.                  | Nachthorn          | 08′     |
| 33.                  | Vox coelestis      | 08′     |
| 34.                  | Quintatön          | 08′     |
| 35.                  | Fugara             | 04′     |
| 36.                  | Flûte octaviante   | 04′     |
| 37.                  | Quintflöte         | 02 ⁄3′  |
| 38.                  | Piccolo            | 02′     |
| 39.                  | Hornterz           | 01 3⁄5′ |
| 40.                  | Progression II–V 0 | 02 ⁄3′  |
| 41.                  | Basson             | 16′     |
| 42.                  | Trompette harm.    | 08′     |
| 43.                  | Basson & Hautbois  | 08′     |
| 44.                  | Clairon            | 04′     |
|                      | Tremulant          |         |

| Pedal C–f1 |                |         |
| 45.        | Kontraviolon 0 | 32′     |
| 46.        | Kontrabass     | 16′     |
| 47.        | Subbass        | 16′     |
| 48.        | Salicetbass    | 16′     |
| 49.        | Quintbass      | 10 2⁄3′ |
| 50.        | Oktavbass      | 08′     |
| 51.        | Violoncello    | 08′     |
| 52.        | Flötenbass     | 08′     |
| 53.        | Octave         | 04′     |
| 54.        | Bombarde       | 16′     |
| 55.        | Posaune        | 16′     |
| 56.        | Trompete       | 08′     |
| 57.        | Klarine        | 04′     |

- Koppeln
  - Normalkoppeln: II/I, III/I, III/II, I/P, II/P, III/P
  - Suboktavkoppeln: III/I, III/II, III/III
  - Superoktavkoppeln: III/I, III/II, III/III
- Spielhilfen: Programmierbar: Registercrescendo, Tutti, Registerfessel, Rieger Setzeranlage, Pedalkombination, Appels d’anches für jedes Werk; Generalabsteller; atmendes Windsystem mit werkweise zugeordneten Reservoirbälgen (ohne Windladenschwimmer)

1. 1 2 3  überblasend.
2. ↑  Durchschlagende Zungen.

## Glocken
In den Jahren 1890/91 erhielt St. Pankratius fünf Kirchenglocken, gegossen von der Gießerei Petit & Gebr. Edelbrock (Gescher). Im Ersten Weltkrieg wurden drei dieser Glocken eingeschmolzen, und nach dem Krieg von der Firma Humpert (Brilon) ersetzt. Im Zweiten Weltkrieg wurde das gesamte Turmgeläut eingeschmolzen, mit Ausnahme der Glocke von 1891 im Dachreiter, die den Krieg überstand, dann aber 1952 entfernt wurde; es lässt sich heute nicht mehr nachvollziehen, warum und wohin sie „verschenkt“ wurde.
Heute hängt im Hauptturm von St. Pankratius ein siebenstimmiges Geläut. Vier Glocken wurden 1946 von der Glockengießerei Junker in Brilon gegossen; bereits 1945 lagen Kostenvoranschläge für ein neues Geläut vor, der Kirchenvorstand entschied sich Ende September 1945 für das größere der beiden vorgeschlagenen Geläute. Im Dezember 1946 wurden die Glocken geweiht und in einem von der Firma Miele finanzierten Stahlglockenstuhl aufgehängt. Die Glocken läuteten an Weihnachten 1946 zum ersten Mal.
Im Jahre 2002 zeigten sich Schäden am Stahlglockenstuhl. Aufgrund eines Gutachtens der Glockensachverständigen Pfarrer Dr. Gerd Best und Theo Halekotte wurde 2003 eine Sanierung der Läuteanlage und eine Ergänzung des Geläutes um drei neue Glocken beschlossen. Den Auftrag erhielt die Glockengießerei Perner (Passau). Der denkmalgeschützte Holzunterbau des Stahlglockenstuhls wurde stabilisiert, damit der Kirchturm keinen Schaden nahm. Außerdem wurden die Stahljoche gegen Joche aus Eichenholz ausgetauscht, die Klöppel der beiden kleinen Glocken von 1946 ausgetauscht, und zwei Glocken nachintoniert.
Am 27. Februar 2004 wurden die drei neuen Glocken gegossen; am 21. März 2004 wurden sie geweiht und läuteten zum ersten Mal in der Feier der Osternacht 2004.
Seit 2009 komplettiert eine neue Glocke im Dachreiter das Geläut. Anlässlich des Gusses der drei neuen Glocken im Jahre 2004 spendete ein Gemeindemitglied eine neue Dachreiterglocke, die ebenfalls von der Glockengießerei Perner (Passau) gegossen wurde.
| Nr. | Name                 | Gussjahr | Gießer         | Masse (kg) | Ø (mm) | Schlagton (HT-1/16) | Anmerkungen |
| --- | -------------------- | -------- | -------------- | ---------- | ------ | ------------------- | --- |
| 1   | Christ-König         | 1946     | Junker, Brilon | 2110       |        | d1 -1               | Wird an den Hochfesten geläutet, freitags um 15 Uhr zur Sterbestunde Jesu und beim Tod des Papstes und Erzbischofs |
| 2   | St. Pankratius       | 1946     | Junker, Brilon | 1570       |        | e1 +5               | Läutet an allen Sonntagen und als Totenglocke |
| 3   | Königin des Friedens | 1946     | Junker, Brilon | 930        |        | g1 -2               | Läutet zum Angelus |
| 4   | Glaube               | 2004     | Perner, Passau | 650        |        | a1 +1               | Inschrift auf der Schulter: DER GERECHTE ABER WIRD DURCH SEINEN GLAUBEN LEBEN! Hab 2,4 Inschrift auf dem Wolm: DIESE DREI GLOCKEN * GEGOSSEN FÜR DIE PFARRKIRCHE ST. PANKRATIUS ZU GÜERSLOH AM 27. FEBRUAR 2004 ALS ERGÄNZUNG ZUM GELÄUTE VON 1946 GEWEIHT AM 21. MÄRZ 2004 * MAHNEN, IM GLAUBEN ZU LEBEN |
| 5   | St. Josef            | 1946     | Junker, Brilon | 465        |        | h1 +3               | |
| 6   | Hoffnung             | 2004     | Perner, Passau | 420        |        | c2 +3               | Inschrift auf der Schulter: AN CHRSTUS GLAUBEN, HEISST DIE EINHEIT WOLLEN! Johannes Paul II. Inschrift im Wolm: IN ERINNERUNG AN DAS SIMULTANEUM VON 1655 BIS 1890 UND IN DER HOFFNUNG AUF BALDIGE EINHEIT - ST. PANKRATIUS GÜTERSLOH 2004                                                                |
| 7   | Liebe                | 2004     | Perner, Passau | 350        |        | d2 +2               | Inschrift auf der Schulter: NUR DIE LIEBE SCHULDET IHR EINANDER! Röm 13,8 Inschrift im Wolm: WEIL DAS LEID JEDES ARMEN UNS CHRISTUS ZEIGT UND DIE NOT * DIE WIR LINDERN * ZUR FREUDE WIRD ST. PANKRATIUS 2004                                                                                             |
| 8   | Dachreiter-Glocke    | 2009     | Perner, Passau | 36         | 370    | e3 -1               | Inschrift auf der Schulter: 1891 * VENITE ADOREMUS * 2009 In Erinnerung an Papst Benedikt XVI., in dessen Pontifikat die Glocke gegossen wurde, stehen seine Worte „Wer glaubt, ist nie allein“ auf der Glocke.                                                                                           |

Jede der vier neuen Glocken hat jeweils an der Flanke (Vorderseite) eine charakteristische bildliche Darstellung.
- Glocke IV: „Glaube“: Bildnis von Papst Johannes Paul II. als Beter. Der Künstler Thomas Jesen zeigt den Papst auf dieser Glocke an der Klagemauer in Jerusalem. Dazu sagte er: „Der Papst predigt mehr durch seine Gesten als durch Worte!“
- Glocke VI: „Hoffnung“: Kirchtürme und Abbildung der beiden Apostel Petrus und Paulus. Ein byzantinisches Ikonenthema inspirierte den Künstler bei der Gestaltung dieser Glocke. Ein typisches orthodoxes Thmea ist die Apostelversöhnung. In Jerusalem kam es zum Streit, ob auch den Heiden die Taufe gespendet werden darf. So stehen die beiden Apostel Petrus und Paulus dafür ein, dass in gegenseitiger Achtung Einheit und Frieden gelingen. In der Hoffnung auf eine gelingende Einheit der Kirchen zeigt die Glocke die Apostel beim Bruderkuss. Im Hintergrund sind schemenhaft die Kirchtürme von St. Pankratius und der Apostelkirche zu sehen.
- Glocke VII: „Liebe“: Abbildung der Hl. Elisabeth. Ein Stich aus dem 17. Jahrhundert stand Thomas Jessen bei der Gestaltung dieser Glocke vor Augen: die heilige Elisabeth an einem Krankenlager. Als Patronin des St.-Elisabeth-Hospitals und der Caritasarbeit ermahnt sie die Gläubigen, am Beginn des 3. Jahrtausend für die Bedürftigen, Kranken und Hilfesuchenden einzustehen.
- Glocke VIII: „Dachreiterglocke“: Auf der Vorderseite (Flanke) Darstellung eines Herzens, aus dem ein Kreuz herauswächst. Dieses Bild war auch auf der Glocke von 1891 dargestellt. Die Vorlage erarbeitete die Künstlerin Nina Koch aus Bielefeld, die auch das Kreuz in der Kapelle des St.-Elisabeth-Hospitals geschaffen hatte.